# Museu de Cádis

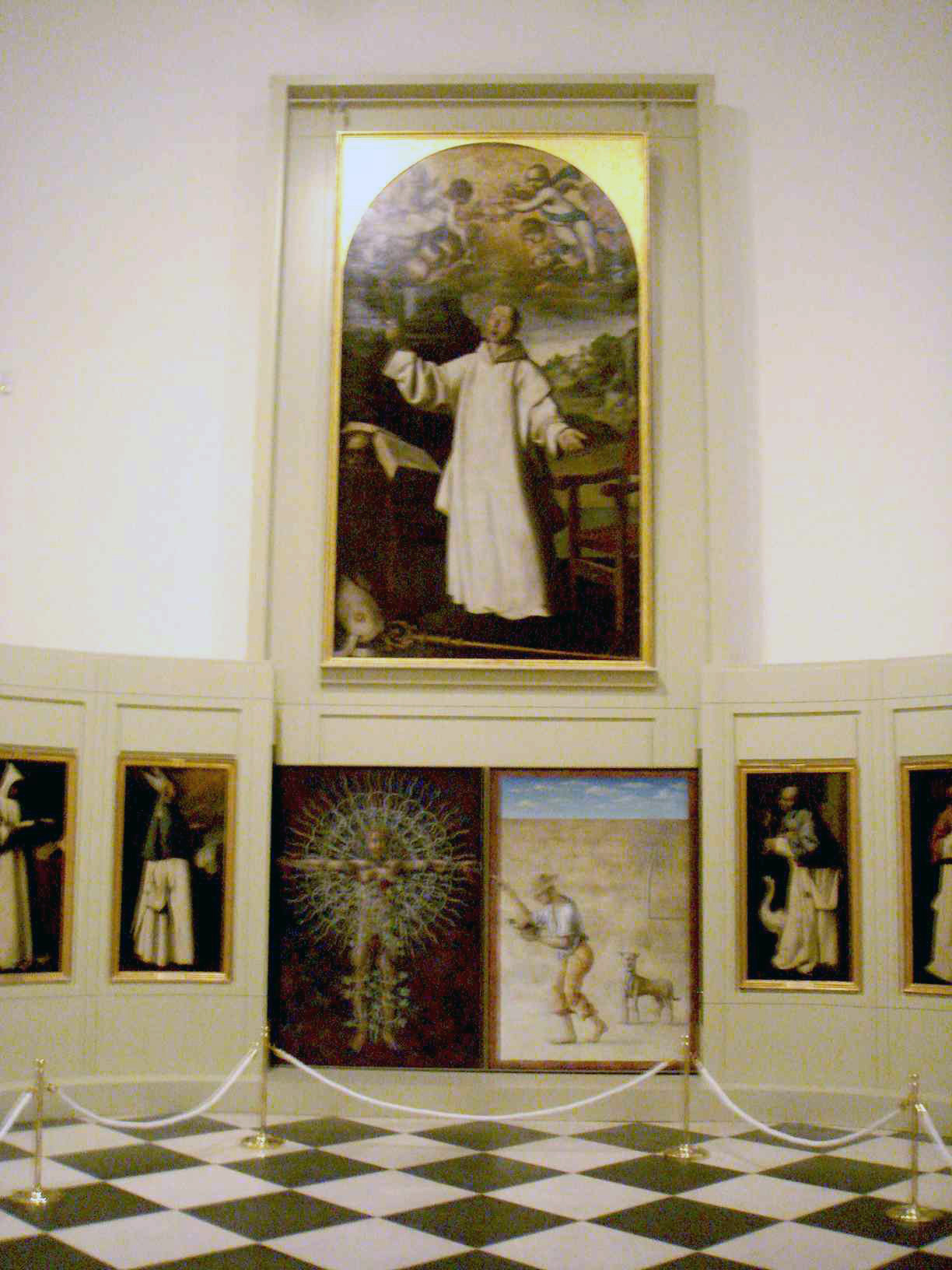
Sala Zurbarán do Museu de Cádiz.

O Museu de Cádis é um museu localizado em Cádiz, Espanha. Foi fundado em 1970 depois da fusão do Museu Provincial de Belas Artes com o Museu Provincial de Arqueologia. Tem três andares, arqueologia no térreo, arte no primeiro e fantoches no segundo. A entrada é gratuita para os cidadãos da União Europeia.
A origem do museu veio em 1835, quando a arte foi confiscada de um mosteiro, incluindo pinturas de Zurbarán retiradas da Cartuxa de Jerez de la Frontera. Outras pinturas incluem as obras de Murillo e Rubens. A coleção cresceu ao longo do século, devido à Academia de Belas Artes da cidade que praticava o romantismo e o neoclassicismo. Em 1877, depois da descoberta de um sarcófago fenício no estaleiro da cidade, foi fundado o Museu Arqueológico. No entanto, foi só em 1970 que os dois institutos, apesar de compartilharem o mesmo prédio, foram fundidos. A partir de 1980, o arquiteto Javier Feduchi planejou uma reforma do edifício em três fases, das quais duas foram concluídas. Além das obras do século XIX, o museu de arte recebeu arte contemporânea da Junta de Andalucía. Sua seção arqueológica também recebeu doações, particularmente de moedas. Apesar de uma série de descobertas pré-históricas da Andaluzia do Sul, devido à história local, ela tem uma falta de artefatos da Idade Média. O conjunto de fantoches "Tía Norica", usado no Carnaval de Cádis, foi adquirido pelo Estado.